# Сэтцу (провинция)
Область Сэтцу (яп. 摂津国 Сэтцу но куни) — историческая провинция Японии, которая сегодня включает восточную часть префектуры Хёго и северную часть префектуры Осака. Она также упоминалась как область Цу, или Сэссю (яп. 摂州 Сэссю:).

Карта исторических областей Японии(1868) — выделена область Сэтцу

Осака и замок Осака были главными центрами области. Во время периода Сэнгоку клан Миёси управлял Сэтцу и соседними провинциями Идзуми и Кавати, пока они не были завоеваны Одой Нобунагой. Впоследствии областями управлял Тоётоми Хидэёси. Регенты сына Хидэёси скоро поссорились, и когда Исида Мицунари проиграл битву при Сэкигахаре, область была отдана родственникам Токугавы Иэясу. Сэтцу была с тех пор разделена на несколько областей, включая область Асада.